# Power noise
Il power noise (anche conosciuto come rhythmic noise, noize e distorted beat music) è una miscela di noise music e vari stili di musica dance elettronica che nasce a metà anni novanta del XX secolo in poi. Da non confondersi con la power electronics, che è priva di ritmiche e caratterizzata da rumori aspri.

## Storia

### Anni novanta
Il Power noise trae ispirazione dal gruppo industrial spagnolo Esplendor Geométrico, in attività fin dagli anni '80. I belgi Dive furono invece fra gli anticipatori del genere. Raoul Roucka dei Noisex coniò il termine con il brano United (Power Noise Movement). Wumpscut: portò in genere all'attenzione della scena industrial americana, con la firma dei Noisex per la label Mental Ulcer Forges.
La prima ondata di gruppi power noise includeva nomi come Asche, Morgenstern, P·A·L, Synapscape, e i Feindflug dalla Germania, Axiome, Hypnoskull, Imminent, Ah Cama-Sotz, Sonar, This Morn' Omina dal Belgio, gli australiani Black Lung e i canadesi Orphex

### Anni duemila
Artisti power noise degni di nota nel XXI secolo sono Iszoloscope, noCore, Antigen Shift, Prospero (Canada), Mono No Aware, Tarmvred (Svezia); Converter, Terrorfakt, Alter Der Ruine, Panzer Division, C/A/T (U.S.A.), DJ Raze (Southend), Xotox, The Peoples Republic of Europe, SAM (Germania), Sandblasting, Typhoid e Magnitudo 8 (IT)

## Caratteristiche principali
La Power noise utilizza strumenti elettronici. Generalmente le ritmiche, che segnano un 4/4 minimale, vengono generate da strumenti sul tipo della Roland TR-909 abbondantemente distorte. Gli elementi melodici sono generalmente secondari a quelli ritmici. Le tracce power noise sono perlopiù strutturate e ballabili e solo occasionalmente astratte. I punti d'incontro più importanti per gli ascoltatori di questo genere sono il Maschinenfest, festival che si svolge a Krefeld in Germania, l'Infest a Bradford in Inghilterra e il Kinetik Festival a Montréal in Canada.

## Case discografiche
- Ant-Zen (Germany)
- Hands Productions (Germany)
- Hangars liquides (France)
- Hive Records (United States)
- Hymen Records (Germany)
- Moonslave Radio (United States)